# Герб Греции
Герб Греции является государственным символом Греции и состоит из двух основных элементов — лазоревого щита с серебряным крестом (фрагмент флага), а вокруг щита — лавровый венок. Щит с крестом символизирует воинскую славу и в то же время главную греческую религию — православие. Лавровый венок символизирует древнюю историю Греции, ведь такими венками награждали победителей древних Олимпийских игр.
Официально герб Греческой Республики изображается в двухцветном варианте с применением лазоревого (визуально голубого) и серебряного (визуально белого) цветов. Герб с золотым лавровым венком используется вооружёнными силами Греции. Многоцветный вариант герба предназначен для гражданского использования.

## История герба

Двуглавый орёл — герб династии Палеологов.
Герб Византии
Герб Латинской империи (1204-1261 гг.)
Второй вариант
Герб Ахейского княжества (1205-1261 гг.)
Герб королевства Фессалоники
Герб Наксосского герцогства (1207-1579 гг.)
Герб рода де ла Рош, правящей семьи Афинского герцогства.
Герб герцогства Неопатрия (1319-1392)
Герб Трапезундской империи
Эмблема Республики Семи Островов (1800-1815)
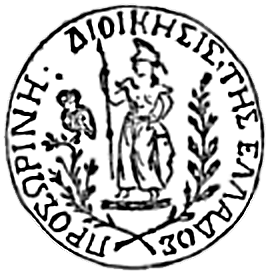
Печать регионального правительства Греции (1822–1828). На печати изображена богиня Афина и символ города Афин — сова.
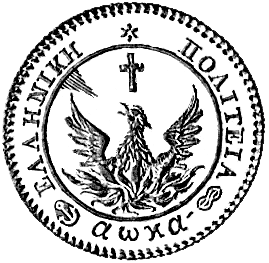
Печать первой эллинской республики Греция (1828–1832). На печати изображена мифическая птица феникс и дата "1821" - год обретения Грецией независимости.
Герб Королевства Греция времен короля Оттона (1833–1862). Он содержит герб Баварии.
Герб княжества Самос (1832-1912 годы)
Герб Королевства Греция времен первого периода правления династии Глюксбургов (1863–1924).
Печать Автономной республики Северного Эпира
Герб Королевства Греция времен короля Георга II. Использовался 1936–1973 (формально, фактически в 1967-1973 вместо него и других монархических символов использовалась эмблема режима полковников, см. ниже)
Герб Королевства Греция в 1863–1973 годах (упрощенный вариант).
Средний герб Королевства Греция в 1936–1973 годах.
Герб Королевства Греция времен второго периода правления династии Глюксбургов (1863–1924 и 1935–1973).
Герб Второй эллинской Республики (1924–1935).
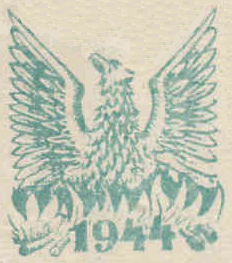
Эмблема Политического комитета национального освобождения (один из вариантов) (1944).
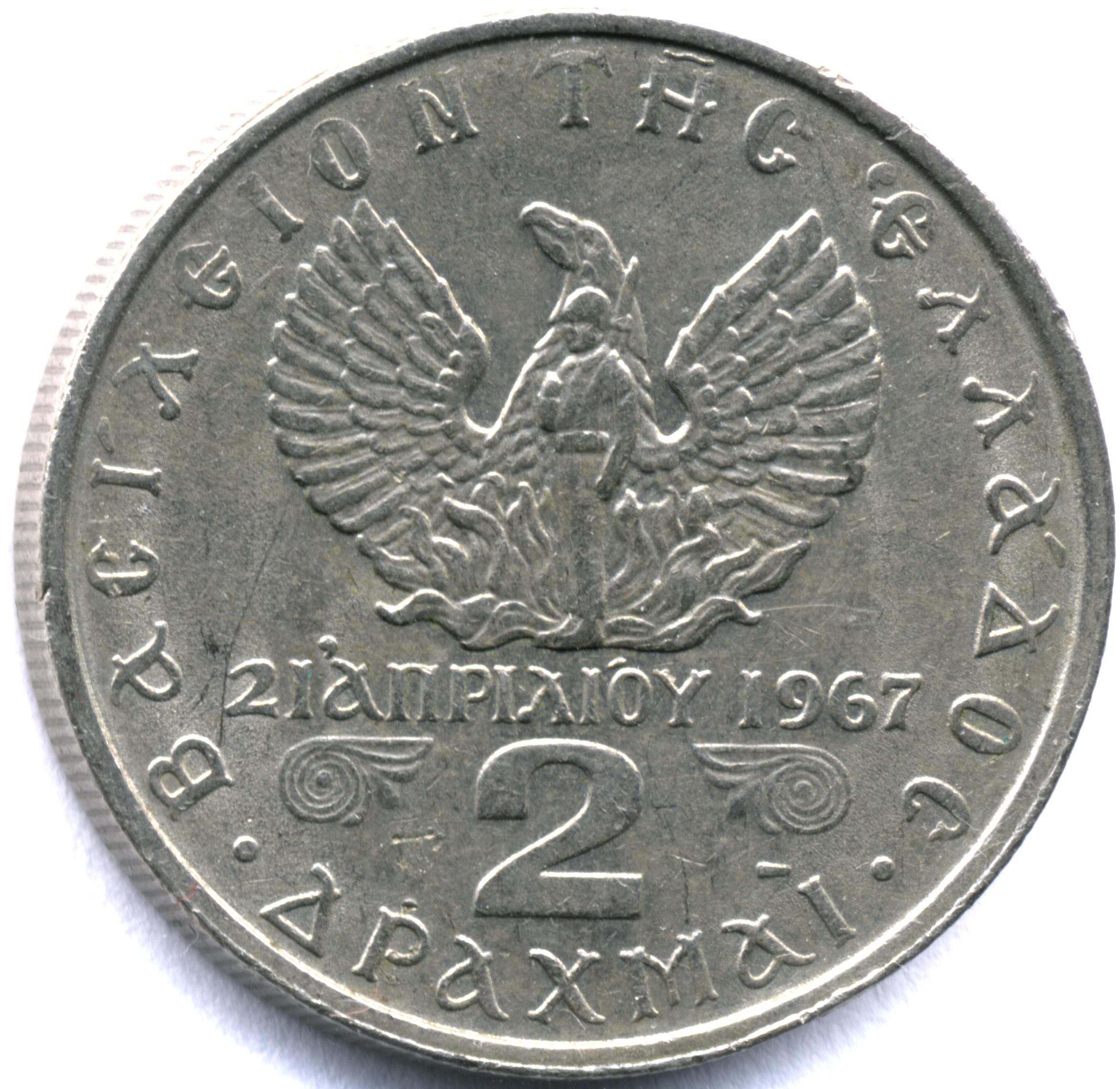
Эмблема режима хунты чёрных полковников (солдат на фоне феникса, 1967-1973) на монете в 2 драхмы.
Герб режима хунты чёрных полковников после провозглашения республики (1973-1974)